# Simon-Claude Constant-Dufeux
Pour les articles homonymes, voir Constant.
Simon-Claude Constant-Dufeux, né le 5 janvier 1801 à Paris et mort le 30 juillet 1871 dans la même ville, est un architecte français.

## Biographie
Simon-Claude Constant-Dufeux est le fils de Louis Constant et de Pierre Élizabeth Dufeux.
Il étudie à l'École des Beaux-Arts de Paris, où il est élève de François Debret. Il emporte le grand prix de Rome en 1829.
En 1851, il est chargé, sur la proposition de Questel, des travaux de restauration du Temple d'Auguste et Livie à Vienne, puis il travaille à l'église Saint-Pierre de Vienne de 1854 à 1871 et au Théâtre antique d'Orange de 1856 à 1858.
Il est aussi architecte du Panthéon de Paris en 1850, du château de Vincennes en 1853, du palais du Luxembourg en 1866. En 1862 il construit la nouvelle façade de l'église Saint-Laurent entre 1863 et 1867 à Paris.
C'est à partir de ses dessins qu'ont été réalisées les portes latérales en bronze du Panthéon de Paris, qui rappellent à la fois le chiffre de sainte Geneviève et l'inscription de la façade : « Aux grands hommes, la Patrie reconnaissante ». Elles portent le millésime MDCCCL (1850).
Il a succédé, le 6 février 1845, à Louis-Joseph Girard comme professeur de perspective à l’École des beaux-arts.

## Distinctions
- Chevalier de la Légion d'honneur, en 1852.
- Officier de la Légion d'honneur, en 1860[3].